# Perry Payne
Perry Payne (* 1967 im Wartburgkreis) ist ein deutscher Schriftsteller, der Romane und Erzählungen verfasst.

## Leben
Payne ist diplomierter Pressezeichner. Er gründete eine Multimediafirma und begann später, Romane und Erzählungen zu schreiben, vor allem im Genre romantischer Literatur. 2018 gründete er das Label PPB - Perry Payne Books als Dienstleistungsservice und Selbstverlag. 2019 wanderte Perry Payne nach Paraguay aus. 2023 gründete er das Branchenportal SofaTalk24.

## Veröffentlichungen (Auswahl)
- Wie viele Männer braucht das Glück. Justtales Verlag, Bremen 2017, ISBN 978-3-947221-20-2.[4]
- Kate – Die letzte Göttin. Franzius Verlag, Bremen 2017, ISBN 978-3-96050-057-5.
- Kate – Eine Göttin auf Erden. Franzius Verlag, Bremen 2016, ISBN 978-3-96050-049-0.
- The Moran Phenomenon. Brighton Verlag, Framersheim 2017, ISBN 978-3-95876-557-3.
- Für eine Stunde. Franzius Verlag, Bremen 2018, ISBN 978-3-96050-130-5.
- Reisetagebuch Paraguay. PPB, Suhl 2018, ISBN 978-3-00-061074-5.
- 28m² - Die Probandenstudie. Franzius Verlag, Bremen 2020, ISBN 978-3-96050-168-8.
- Occasion - Die zweite Welt. TwentySix, Norderstedt 2020, ISBN 978-3-7407-6908-6.
- Abgestürzt im Trockenwald - Dornen des Chaco. TwentySix, Norderstedt 2021, ISBN 978-3-7407-8240-5.
- Das Moran Phänomen. TwentySix, Norderstedt 2021, ISBN 978-3-7407-8522-2.
- Orchideen im Wind. TwentySix, Norderstedt 2021, ISBN 978-3-7407-8699-1.
- Lennart Beck - Experiment seines Lebens. KDP, 2021, ISBN 979-8-7557-2944-4.
- Briefe an Abby - Zwischen Leben und Tod, Tredition, 2022, ISBN 978-3-384-04986-5
- SofaTalk24 - Das offizielle Buch zum Branchenportal (Band 1), Tredition, 2024, ISBN 978-3-384-21411-9
- SofaTalk24 - Das offizielle Buch zum Branchenportal (Band 2), Tredition, 2024, ISBN 978-3-384-35756-4